# Bibbergeld
 Bibbergeld  is een verhaal uit de Belgische stripreeks Piet Pienter en Bert Bibber van Pom.
Het verhaal verscheen voor het eerst in Het Handelsblad van 26 augustus 1952 tot 7 januari 1953.

## Personages
- Piet Pienter
- Bert Bibber
- Jaak Borstelmans
- Den Tuur
- Mijnheer Jef Piston

## Albumversies
Bibbergeld verscheen in 2009 bij Uitgeverij 't Mannekesblad in zeer beperkte oplage, en kende anno 2021 nog geen volwaardige albumuitgave.